# コバドンガ

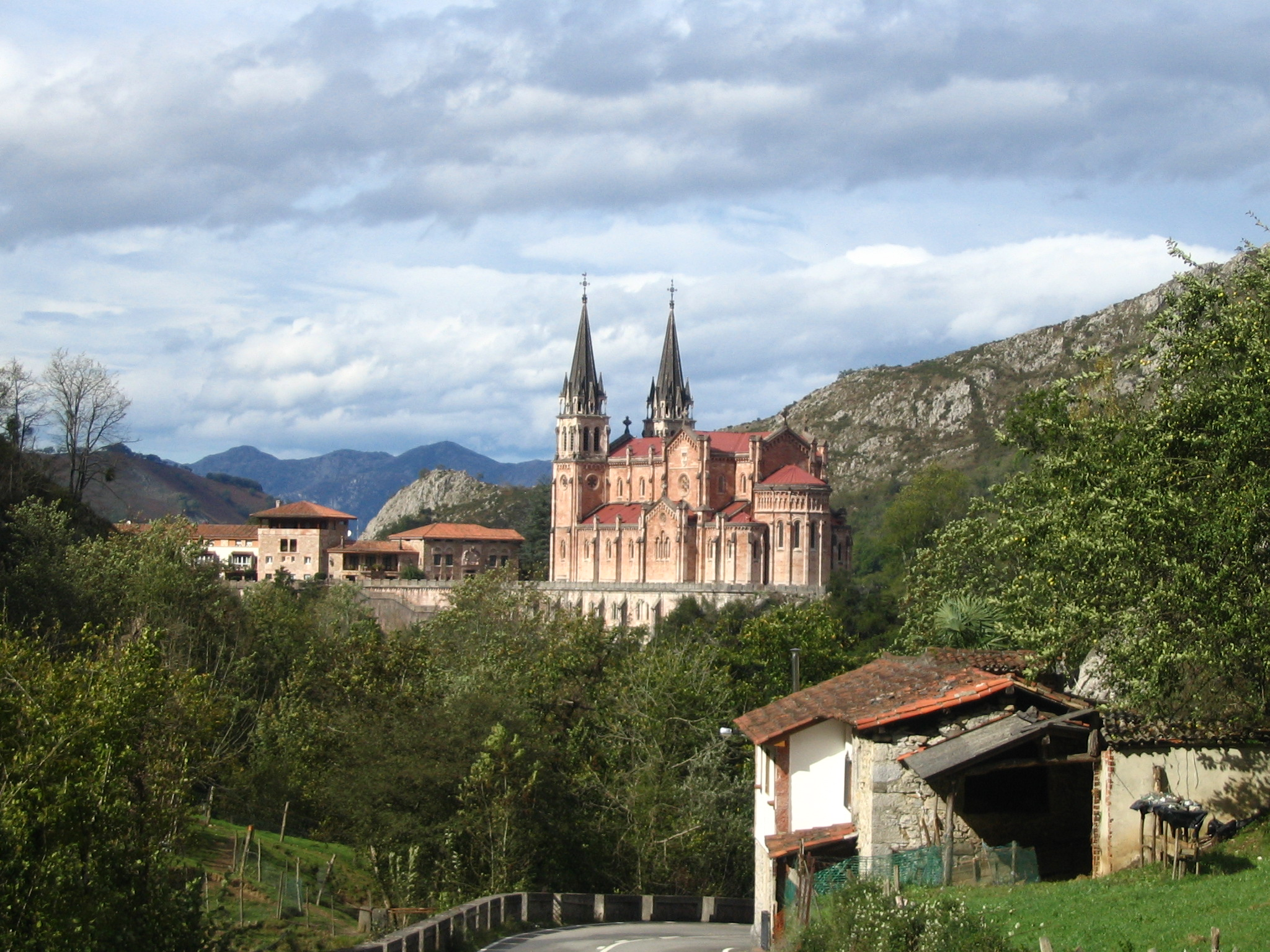
コバドンガ

コバドンガ （スペイン語:Covadonga、アストゥリアス語:Cuadonga）は、スペイン、アストゥリアス州、カンガス・デ・オニス（es）の教区の一つ。ピコス・デ・エウローパ国立公園の一部を成している。
面積は2.54平方km、人口は約70人（2004年）。アウセバ山の麓で標高257mである。カンガス・デ・オニスから約11km離れている。ペラーヨ率いるキリスト教徒軍とアラブ軍が戦ったコバドンガの戦いを記念した「コバドンガの聖母」を祀る聖地でもある。

## 史跡
- サンタ・クエバ・デ・コバドンガ（コバドンガの聖なる洞窟） - コバドンガの聖母像(Virgen de Covadonga)を祀る礼拝堂と、ペラーヨの墓がある。伝説によると、コバドンガの戦いの最中、ペラーヨとその部下たちのための隠れ家とされていたという。
- サンタ・マリア・ラ・レアル・デ・コバドンガ教会 - コバドンガの聖母を祀る教会が1777年に焼失したため、アルフォンソ12世の後援で工事が進められ、1901年にバシリカとなった。

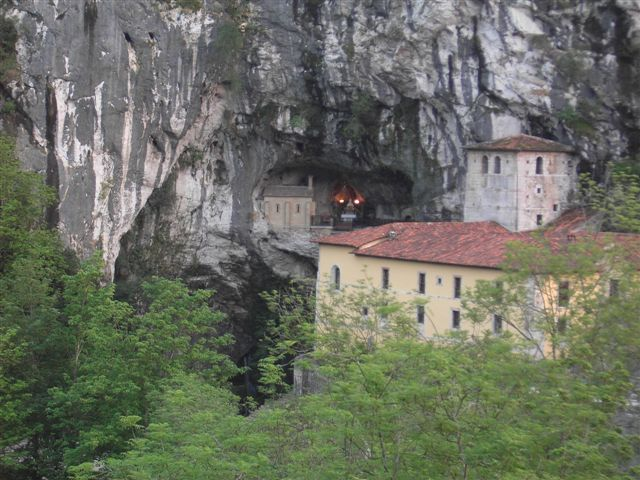
聖なる洞窟
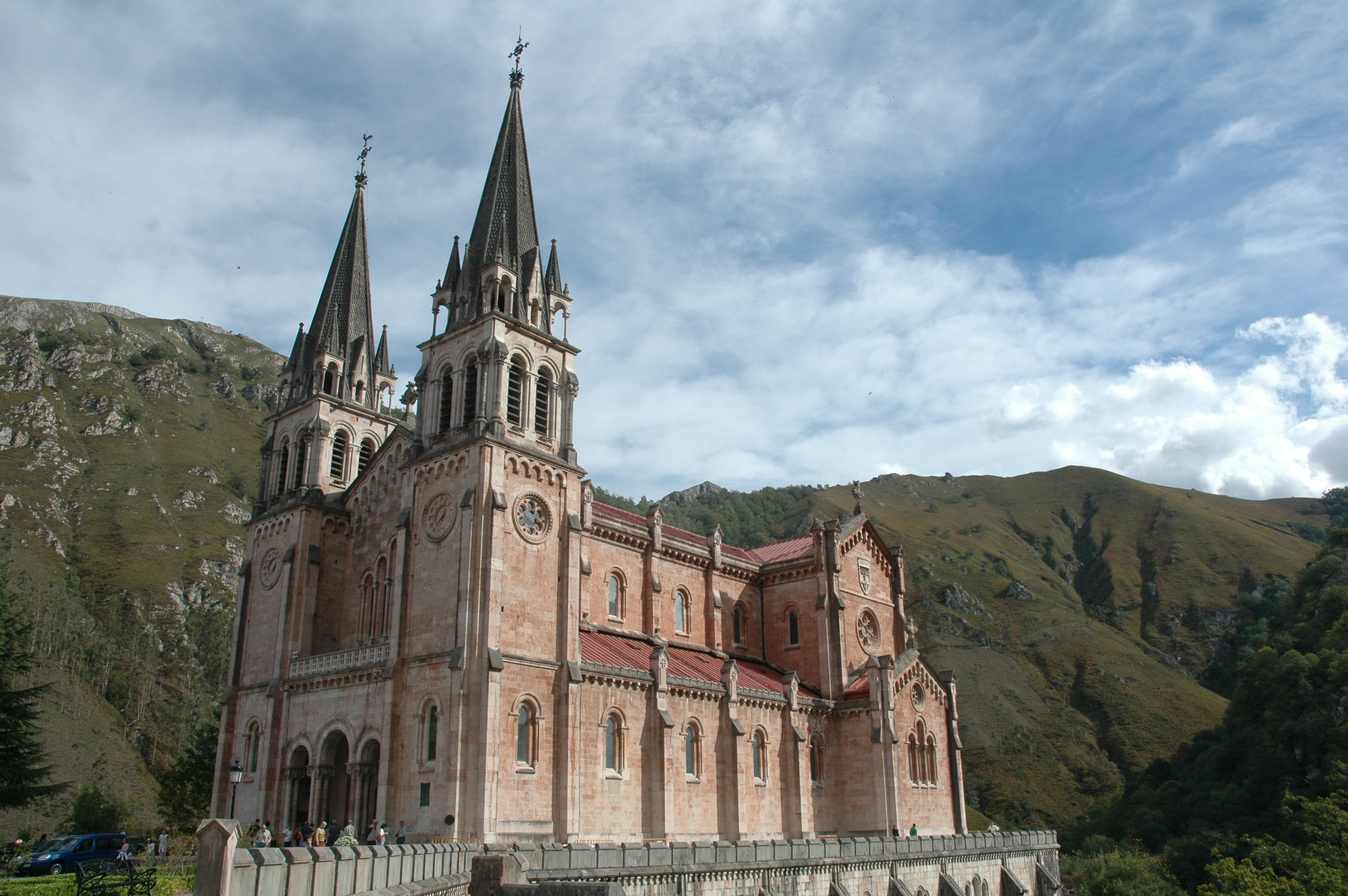
バシリカ
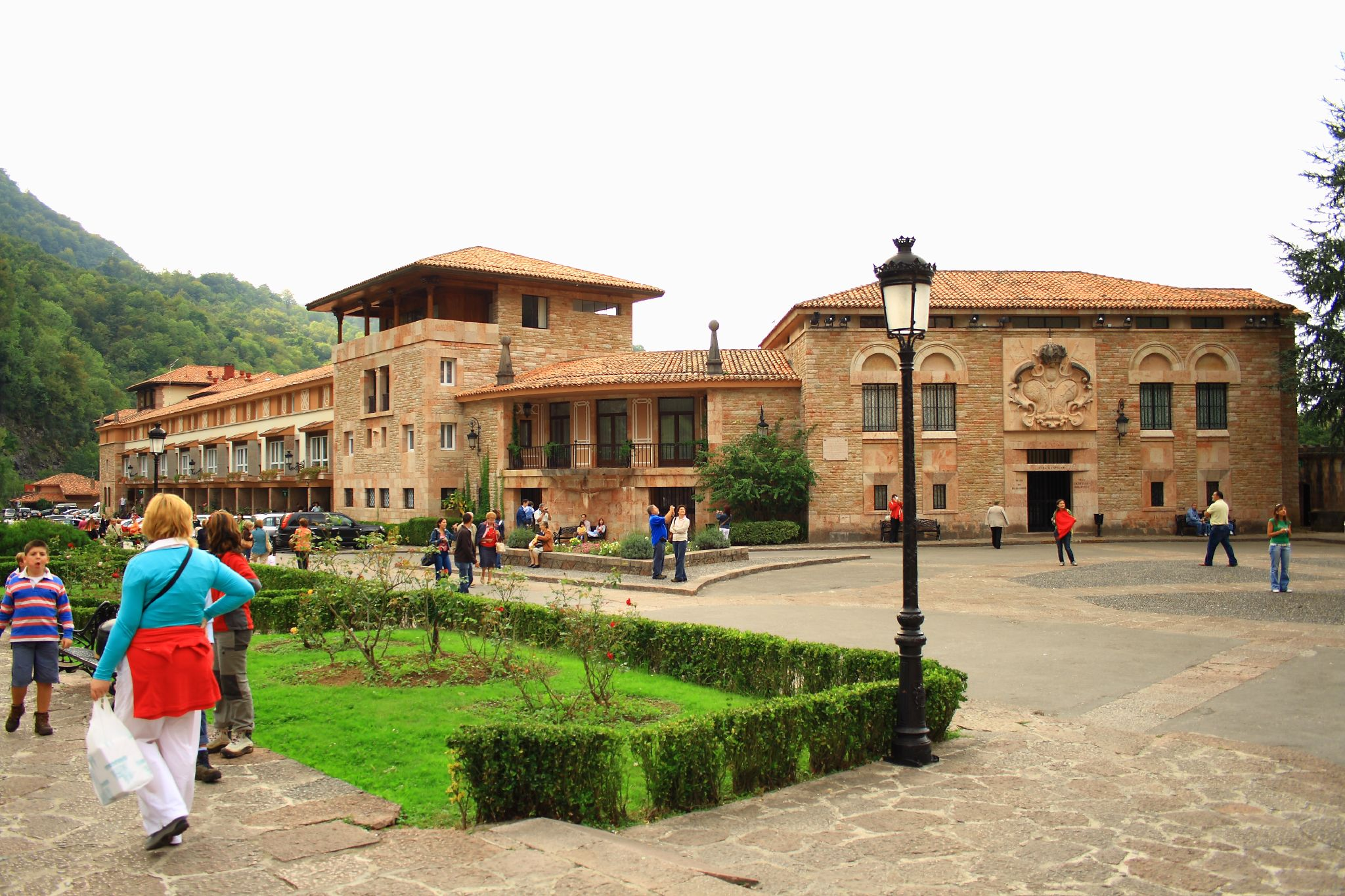
礼拝堂